# Tony Hedin
Kjell Tony Hedin, född 11 april 1969 i Ystad, är en svensk före detta handbollsspelare. Han är högerhänt och spelade i anfall som vänsternia. Han är yngre bror till Robert Hedin.
Tony Hedin blev svensk mästare med Ystads IF 1992. Säsongen efter, 1992/1993, blev han elitseriens skyttekung, med 218 gjorda mål. I mars 1993 var han med och vann VM-brons i Sverige. Totalt spelade han tolv landskamper och gjorde 18 mål för Sveriges landslag.
Sedan 2012 är han ungdomstränare i Ystads IF.

## Klubbar
- Köpingebro IF (–1987)
- Ystads IF (1987–1993)
- TV Hüttenberg (1993–1995)
- IFK Ystad (1995–1998)[1][2]
- TSG Altenhagen-Heepen (1998–1999)[3]
- HSG Varel-Friesland (1999–2001)
- IFK Ystad (2001–2002)
- Ystads IF (2002–2004)
- HK Björnen (2004–2007)